# ラーナーの対称性定理

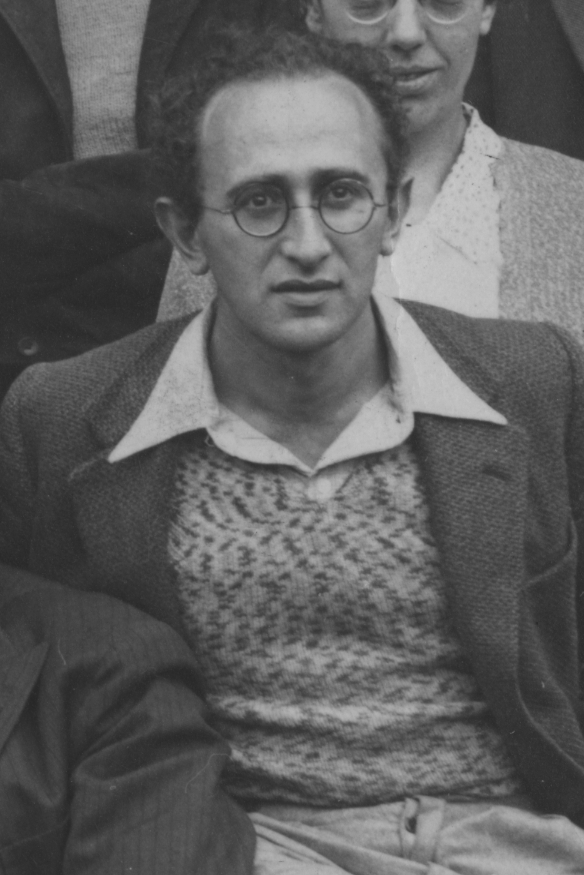
アバ・ラーナー

ラーナーの対称性定理（らーなーのたいしょうせいていり、英: The Lerner symmetry theorem）は、従価輸入関税が従価輸出税と同一の経済効果を持つという貿易理論における定理。この理論的結果は、輸入関税と輸出税が相対価格を同じように変化させることから生じる。1936年にアバ・ラーナーによって示された。

## 理論
2国2財2産業の経済において、この定理は以下のように説明できる。{\displaystyle x}財が自国の輸出財、{\displaystyle y}財が輸入財であるとする。外国の変数はアスタリスク{\displaystyle *}で表示することにする。従価関税{\displaystyle \tau _{m}}が課されると、その分だけ輸入財の価格が上昇するので、{\displaystyle x}財の{\displaystyle y}財に対する相対価格は、
{\displaystyle {\frac {p_{x}}{p_{y}}}={\frac {p_{x}^{*}}{(1+\tau _{m})p_{y}^{*}}}}
となる。一方で、初期状態から従価輸出税{\displaystyle \tau _{x}}を課すと、相対価格は以下のようになる。
{\displaystyle {\frac {(1+\tau _{x})p_{x}}{p_{y}}}={\frac {p_{x}^{*}}{p_{y}^{*}}}}
従価関税と従価輸出税の税率が同じ（{\displaystyle \tau _{m}=\tau _{x}}）であれば、これら2つの式は全く同一であることがわかる。関税も輸出税も相対価格を全く同じように歪めるので、同一の経済効果を持つのである。また、輸入補助金と輸出補助金も全く同じように相対価格を歪める。
このような結果は、財市場や労働市場が完全競争市場で、産業間の労働移動に摩擦がないなど、多くの簡単化の仮定の下で成立するものである。アルナード・コスティノーとイヴァン・ワーニングは、不完全競争、貿易不均衡、多国籍企業の存在など考慮したモデルを構築し、ラーナーの対称性定理を現代的なフレームワークで再考している。そして、古典的な結果は、多国籍企業が存在する現代的な環境では必ずしも成立しないことを示している。

## 政策的含意
ダグラス・アーウィンによると、この定理から次のような政策的含意が得られる。輸入競争産業と輸出産業の2つの産業が存在する経済を考える。関税を課すことによって輸入競争産業を保護すると、労働などの資源が輸出産業から輸入産業に移動する。これによって輸出が阻害され、輸出産業の雇用が減少する。つまり、理論的には、輸入産業の雇用を守るために関税を課せば輸出産業の雇用が奪われることになる。また、輸出と輸入の間に相関が生まれることになる。